# Christopher Caudwell
Christopher Caudwell, seudónimo de Christopher St. John Sprigg (20 de octubre de 1907 - 12 de febrero de 1937), fue un escritor, poeta, intelectual y teórico político británico.
Hijo de una familia católica de Putney —al suroeste de Londres— , recibió su formación en una escuela benedictina hasta 1921, fecha en la que su padre perdió el empleo en el diario Daily Express. Ambos se trasladaron a Bradford donde empezaron a trabajar en el Yorkshire Observer. Autodidacta, lector de Karl Marx y Engels, se inclinó hacia el marxismo y se integró en el Partido Comunista de Gran Bretaña (CPGB) en 1934. Escribió siete novelas policíacas en los años 30 y varios ensayos. Formó parte del Batallón Británico dentro de las Brigadas Internacionales que combatieron en España durante la Guerra Civil desde 1936. Falleció en el frente del Jarama. Sus trabajos fueron publicados póstumamente.
Las ideas de Caudwell tuvieron cierta repercusión en el debate cultural y marxista de los años 40 en el Reino Unido. Su influencia se reflejó en Aeschylus and Athens (1941) y Marxism and Poetry (1945) del filósofo George Derwent Thomson, quien a su vez defendió a Caudwell de las acusaciones de heterodoxia vertidas desde sectores estalinistas (entonces hegemónicos dentro del CPGB). El historiador de la New Left E. P. Thompson reivindicaría posteriormente su figura y legado, ya en los años 70.

## Obras
- Poems.
- This My Hand. Novela publicada por vez primera en Londres en 1936.
- Illusion and Reality; a Study of the Sources of Poetry, 1937.
- Studies in a Dying Culture. Publicados por vez primera en 1938.
- The Crisis in Physics. Editado por vez primera en Londres en 1939.
- Further Studies in a Dying Culture, 1949.
- The Concept of Freedom. Selección de escritos publicada en 1965.
- Romance and Realism: A Study in English Bourgeois Literature. Princeton, 1970.
- La agonía de la cultura burguesa. Traducción de ensayos en castellano, Barcelona, Anthropos, 1985.
- Scenes and Actions. Textos y manuscritos del autor que no fueron publicados hasta 1986.
- Death of on airman. Editorial Siruela, Biblioteca de clásicos policiacos, Muerte de un aviador.
- Crime in Kensington. Publicado por Sherlock Editores como Crimen en Kensington.